# بوتراجاي
بوتراجاي (بالإنجليزية: Putrajaya)‏، هي العاصمة الإدارية الجديدة لماليزيا، تم نقل مقر الحكومة في عام 1999 من كوالالمبور إلى بوتراجاي، بسبب الاكتظاظ والازدحام في السابق.. تقع على مسافة 20 كيلومتر جنوب كوالالمبور وسيتم توصيلها عن طريق قطار احادي السكة متطور. وتضم بوتراجايا جميع وزارات الدولة الحكومية وجامع بوترجايا المطل على البحر. كانت بوتراجايا من بنات أفكار رئيس الوزراء السابق الدكتور مهاتير محمد. وفي عام 2001 أصبحت بوتراجايا ثالث الولاية الاتحادية الماليزية بعد كوالالمبور ولابوان.
سميت على اسم أول رئيس وزراء بماليزيا، تونكو عبد الرحمن بوترا، وأراضيها بالكامل داخل ضمن منطقة سيبانغ ولاية سلاغور. بوتراجايا هي أيضاً جزء من MSC ماليزيا، منطقة اقتصادية خاصة التي تغطي وادي كلانج. في اللغة السنسكريتية، «بوترا» يعني «الأمير» أو «الطفل الذكر»، و «جايا» تعني «النجاح» أو «النصر». بدأ تطوير بوتراجايا في أوائل التسعينات، وقد اكتملت معالمها كبيرة اليوم، ويتوقع أن تزداد في المستقبل القريب بالسكان.

## توأمة
لبوتراجاي اتفاقيات توأمة مع:
- تانقيرانغ